# San Francisco Cable Cars
| Karte des Streckennetzes |                   |                                       |                                       |
| Streckenlänge: | 17,160 km         |                                       |                                       |
| Spurweite: | 1067 mm (Kapspur) |                                       |                                       |
| Stromsystem: | 500 V =           |                                       |                                       |
| Minimaler Radius: | 13,106 m          |                                       |                                       |
| Streckengeschwindigkeit: | 15,3 km/h         |                                       |                                       |
| Zweigleisigkeit: | durchgehend       |                                       |                                       |
| |                   |                                       |                                       |
| \| \| \| Hyde & Beach \| \| \| \| \| Hyde & North Point \| \| \| \| \| Hyde/Taylor & Bay \| \| \| \| \| Hyde/Columbus & Chestnut \| \| \| \| \| Hyde/Columbus & Lombard \| \| \| \| \| Hyde/Mason & Greenwich \| \| \| \| \| Hyde/Mason & Filbert \| \| \| \| \| Hyde/Mason & Union \| \| \| \| \| Hyde/Mason & Vallejo \| \| \| \| \| Hyde/Mason & Filbert \| \| \| \| \| Hyde/Mason & Broadway \| \| \| \| \| Hyde/Mason & Pacific \| \| \| \| \| California & Van Ness \| \| \| \| \| California & Polk \| \| \| \| \| California & Larkin \| \| \| \| \| \| \| \| \| \| Cal./Washington/Jackson & Hyde \| \| \| \| \| Cal./Washington/Jackson & Leavenworth \| \| \| \| \| Cal./Washington/Jackson & Taylor \| \| \| \| \| Cal./Washington/Jackson & Mason \| \| \| \| \| Powell & Jackson \| \| \| \| \| \| \| \| \| \| Powell & Washington \| \| \| \| \| Powell & Clay \| \| \| \| \| Powell & Sacramento \| \| \| \| \| Powell & California \| \| \| \| \| Powell & Pine \| \| \| \| \| Powell & Bush \| \| \| \| \| Powell & Sutter \| \| \| \| \| Powell & Post \| \| \| \| \| Powell & Geary \| \| \| \| \| Powell & O’Farrell \| \| \| \| \| Powell & Ellis \| \| \| \| \| Powell & Market \| \| \| \| \| California & Stockton \| \| \| \| \| California & Grant \| \| \| \| \| California & Kearny \| \| \| \| \| California & Montgomery \| \| \| \| \| California & Sansome \| \| \| \| \| California & Battery \| \| \| \| \| California & Front \| \| \| \| \| California & Davis \| \| \| \| \| California & Drumm \| \| |                   |                                       |                                       |
| Erklärung |                   |                                       |                                       |
| Die Stationsnamen entsprechen den Namen der jeweiligen Straßenkreuzungen. Die Haltestellen befinden sich in der Mitte oder in unmittelbarer Nähe zu den Kreuzungen (siehe Text). Hyde/Mason & Union bedeutet also, dass sich die linke Haltestelle an der Kreuzung Hyde Street und Union Street und die rechte an der Kreuzung Mason Street und Union Street befindet. |                   |                                       |                                       |
| U-Bahn-Haltepunkt / Haltestelle Streckenanfang |                   | Hyde & Beach                          | Hyde & Beach                          |
| U-Bahn-Haltepunkt / Haltestelle |                   | Hyde & North Point                    | Hyde & North Point                    |
| U-Bahn-Haltepunkt / Haltestelle · U-Bahn-Haltepunkt / Haltestelle Streckenanfang |                   | Hyde/Taylor & Bay                     | Hyde/Taylor & Bay                     |
| U-Bahn-Haltepunkt / Haltestelle · U-Bahn-Haltepunkt / Haltestelle |                   | Hyde/Columbus & Chestnut              | Hyde/Columbus & Chestnut              |
| U-Bahn-Haltepunkt / Haltestelle · U-Bahn-Haltepunkt / Haltestelle |                   | Hyde/Columbus & Lombard               | Hyde/Columbus & Lombard               |
| U-Bahn-Haltepunkt / Haltestelle · U-Bahn-Haltepunkt / Haltestelle |                   | Hyde/Mason & Greenwich                | Hyde/Mason & Greenwich                |
| U-Bahn-Haltepunkt / Haltestelle · U-Bahn-Haltepunkt / Haltestelle |                   | Hyde/Mason & Filbert                  | Hyde/Mason & Filbert                  |
| U-Bahn-Haltepunkt / Haltestelle · U-Bahn-Haltepunkt / Haltestelle |                   | Hyde/Mason & Union                    | Hyde/Mason & Union                    |
| U-Bahn-Haltepunkt / Haltestelle · U-Bahn-Haltepunkt / Haltestelle |                   | Hyde/Mason & Vallejo                  | Hyde/Mason & Vallejo                  |
| U-Bahn-Haltepunkt / Haltestelle · U-Bahn-Haltepunkt / Haltestelle |                   | Hyde/Mason & Filbert                  | Hyde/Mason & Filbert                  |
| U-Bahn-Haltepunkt / Haltestelle · U-Bahn-Haltepunkt / Haltestelle |                   | Hyde/Mason & Broadway                 | Hyde/Mason & Broadway                 |
| U-Bahn-Haltepunkt / Haltestelle · U-Bahn-Haltepunkt / Haltestelle |                   | Hyde/Mason & Pacific                  | Hyde/Mason & Pacific                  |
| U-Bahn-Haltepunkt / Haltestelle Streckenanfang · U-Bahn-Strecke · U-Bahn-Strecke |                   | California & Van Ness                 | California & Van Ness                 |
| U-Bahn-Haltepunkt / Haltestelle · U-Bahn-Strecke · U-Bahn-Strecke |                   | California & Polk                     | California & Polk                     |
| U-Bahn-Haltepunkt / Haltestelle · U-Bahn-Strecke · U-Bahn-Strecke |                   | California & Larkin                   | California & Larkin                   |
| U-Bahn-Verschwenkung von links · U-Bahn-Verschwenkung von links · U-Bahn-Verschwenkung von rechts · U-Bahn-Verschwenkung von rechts |                   |                                       |                                       |
| U-Bahn-Haltepunkt / Haltestelle · U-Bahn-Bahnhof · U-Bahn-Bahnhof · U-Bahn-Strecke |                   | Cal./Washington/Jackson & Hyde        | Cal./Washington/Jackson & Hyde        |
| U-Bahn-Haltepunkt / Haltestelle · U-Bahn-Bahnhof · U-Bahn-Bahnhof · U-Bahn-Strecke |                   | Cal./Washington/Jackson & Leavenworth | Cal./Washington/Jackson & Leavenworth |
| U-Bahn-Haltepunkt / Haltestelle · U-Bahn-Bahnhof · U-Bahn-Bahnhof · U-Bahn-Strecke |                   | Cal./Washington/Jackson & Taylor      | Cal./Washington/Jackson & Taylor      |
| U-Bahn-Haltepunkt / Haltestelle · U-Bahn-Abzweig geradeaus und von links · U-Bahn-Kreuzung · U-Bahn-Strecke nach rechts |                   | Cal./Washington/Jackson & Mason       | Cal./Washington/Jackson & Mason       |
| U-Bahn-Strecke · U-Bahn-Strecke · U-Bahn-Bahnhof |                   | Powell & Jackson                      | Powell & Jackson                      |
| U-Bahn-Verschwenkung nach links · U-Bahn-Verschwenkung nach links · U-Bahn-Verschwenkung nach rechts |                   |                                       |                                       |
| U-Bahn-Strecke · U-Bahn-Haltepunkt / Haltestelle |                   | Powell & Washington                   | Powell & Washington                   |
| U-Bahn-Strecke · U-Bahn-Haltepunkt / Haltestelle |                   | Powell & Clay                         | Powell & Clay                         |
| U-Bahn-Strecke · U-Bahn-Haltepunkt / Haltestelle |                   | Powell & Sacramento                   | Powell & Sacramento                   |
| U-Bahn-Strecke nach links · U-Bahn-Turmbahnhof · U-Bahn-Strecke von rechts |                   | Powell & California                   | Powell & California                   |
| U-Bahn-Haltepunkt / Haltestelle · U-Bahn-Strecke |                   | Powell & Pine                         | Powell & Pine                         |
| U-Bahn-Haltepunkt / Haltestelle · U-Bahn-Strecke |                   | Powell & Bush                         | Powell & Bush                         |
| U-Bahn-Haltepunkt / Haltestelle · U-Bahn-Strecke |                   | Powell & Sutter                       | Powell & Sutter                       |
| U-Bahn-Haltepunkt / Haltestelle · U-Bahn-Strecke |                   | Powell & Post                         | Powell & Post                         |
| U-Bahn-Haltepunkt / Haltestelle · U-Bahn-Strecke |                   | Powell & Geary                        | Powell & Geary                        |
| U-Bahn-Haltepunkt / Haltestelle · U-Bahn-Strecke |                   | Powell & O’Farrell                    | Powell & O’Farrell                    |
| U-Bahn-Haltepunkt / Haltestelle · U-Bahn-Strecke |                   | Powell & Ellis                        | Powell & Ellis                        |
| U-Bahn-Haltepunkt / Haltestelle Streckenende · U-Bahn-Strecke |                   | Powell & Market                       | Powell & Market                       |
| U-Bahn-Haltepunkt / Haltestelle |                   | California & Stockton                 | California & Stockton                 |
| U-Bahn-Haltepunkt / Haltestelle |                   | California & Grant                    | California & Grant                    |
| U-Bahn-Haltepunkt / Haltestelle |                   | California & Kearny                   | California & Kearny                   |
| U-Bahn-Haltepunkt / Haltestelle |                   | California & Montgomery               | California & Montgomery               |
| U-Bahn-Haltepunkt / Haltestelle |                   | California & Sansome                  | California & Sansome                  |
| U-Bahn-Haltepunkt / Haltestelle |                   | California & Battery                  | California & Battery                  |
| U-Bahn-Haltepunkt / Haltestelle |                   | California & Front                    | California & Front                    |
| U-Bahn-Haltepunkt / Haltestelle |                   | California & Davis                    | California & Davis                    |
| U-Bahn-Haltepunkt / Haltestelle Streckenende |                   | California & Drumm                    | California & Drumm                    |

Die San Francisco Cable Cars bilden die Kabelstraßenbahn in San Francisco, Kalifornien. Das bei Touristen beliebte Verkehrsmittel ist eines der wenigen beweglichen National Historic Landmarks in den Vereinigten Staaten und ist die einzige verbliebene Kabelstraßenbahn der Welt mit entkoppelbaren Wagen.

## Geschichte

### Anfänge

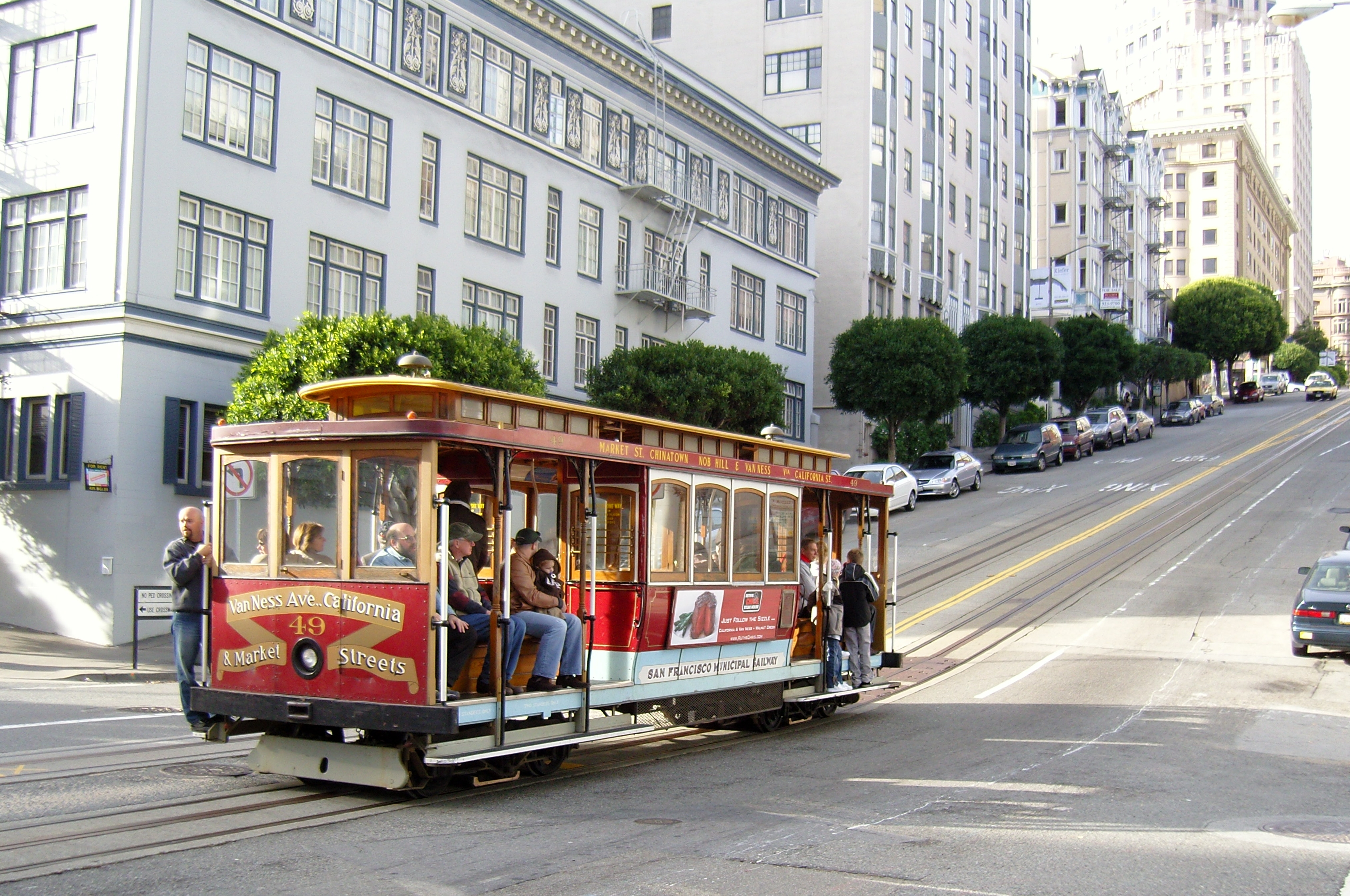
Cable Car in der California Street

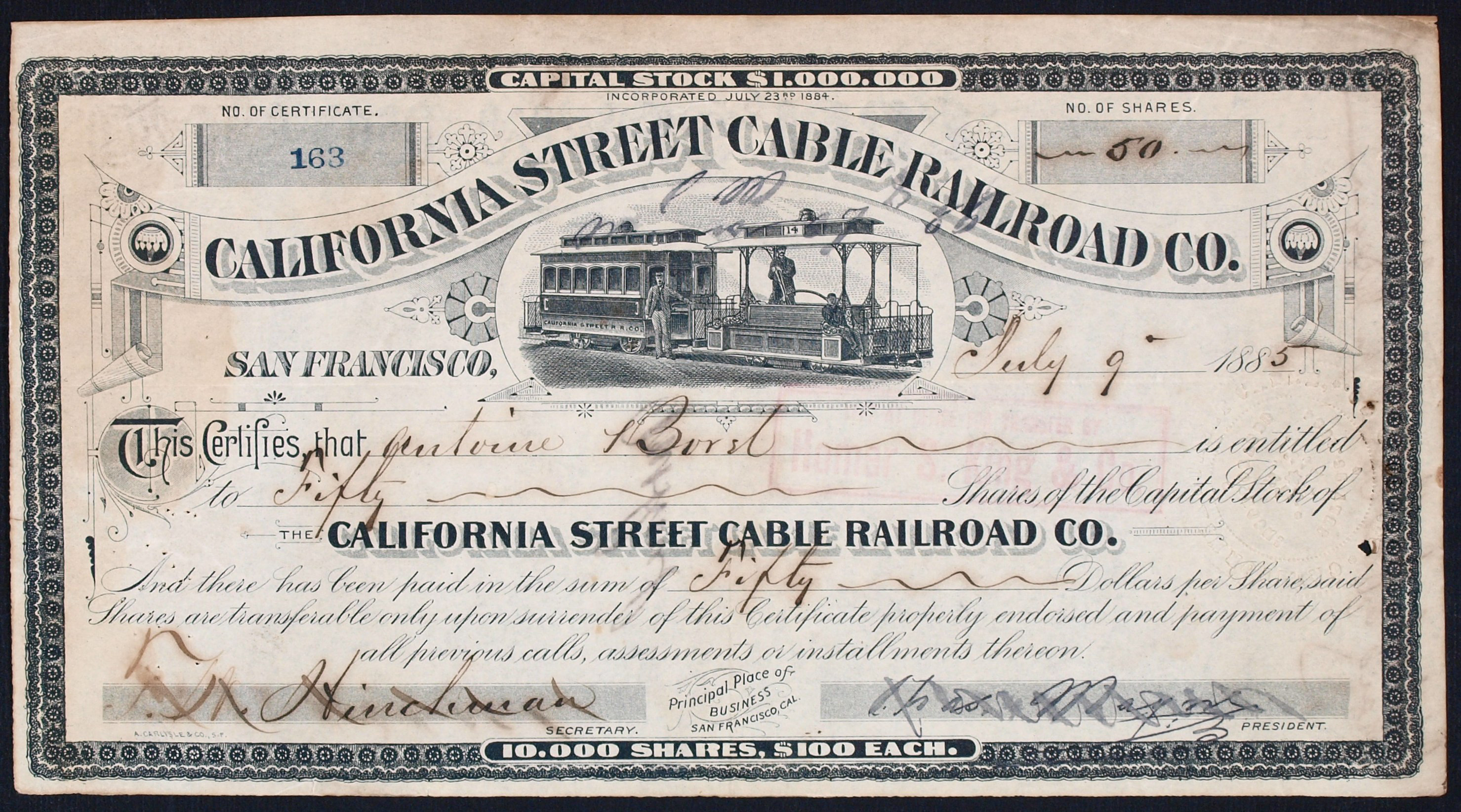
Aktie der California Street Cable Railroad Co. vom 9. Juli 1885

Am 2. August 1873 testete Andrew Smith Hallidie das erste Kabelbahn-System nahe Nob Hill, Clay- und Jones-Street. Ab dem 1. September 1873 startete die Clay-Street-Linie den öffentlichen Betrieb. Der deutsche Ingenieur William Eppelsheimer, 1842–1920, verantwortete Teile der Konstruktion und den Bau dieser ersten praktischen Kabelbahnlinie der Welt und ersten Linie in dem künftigen Kabelbahnsystem von San Francisco. Seine Erfindung, das „Eppelsheimer bottom grip“ (1880) findet bis heute Verwendung in den letzten noch immer betriebenen historischen Kabelbahnen.
In den Jahren 1877 bis 1892 wurden weitere Linien in Betrieb genommen. Die zweite Kabelbahnstrecke war die Sutter Street Railway, die bis 1877 eine Pferdebahn war. Ihr Seil wurde von einer Dampfmaschine angetrieben.

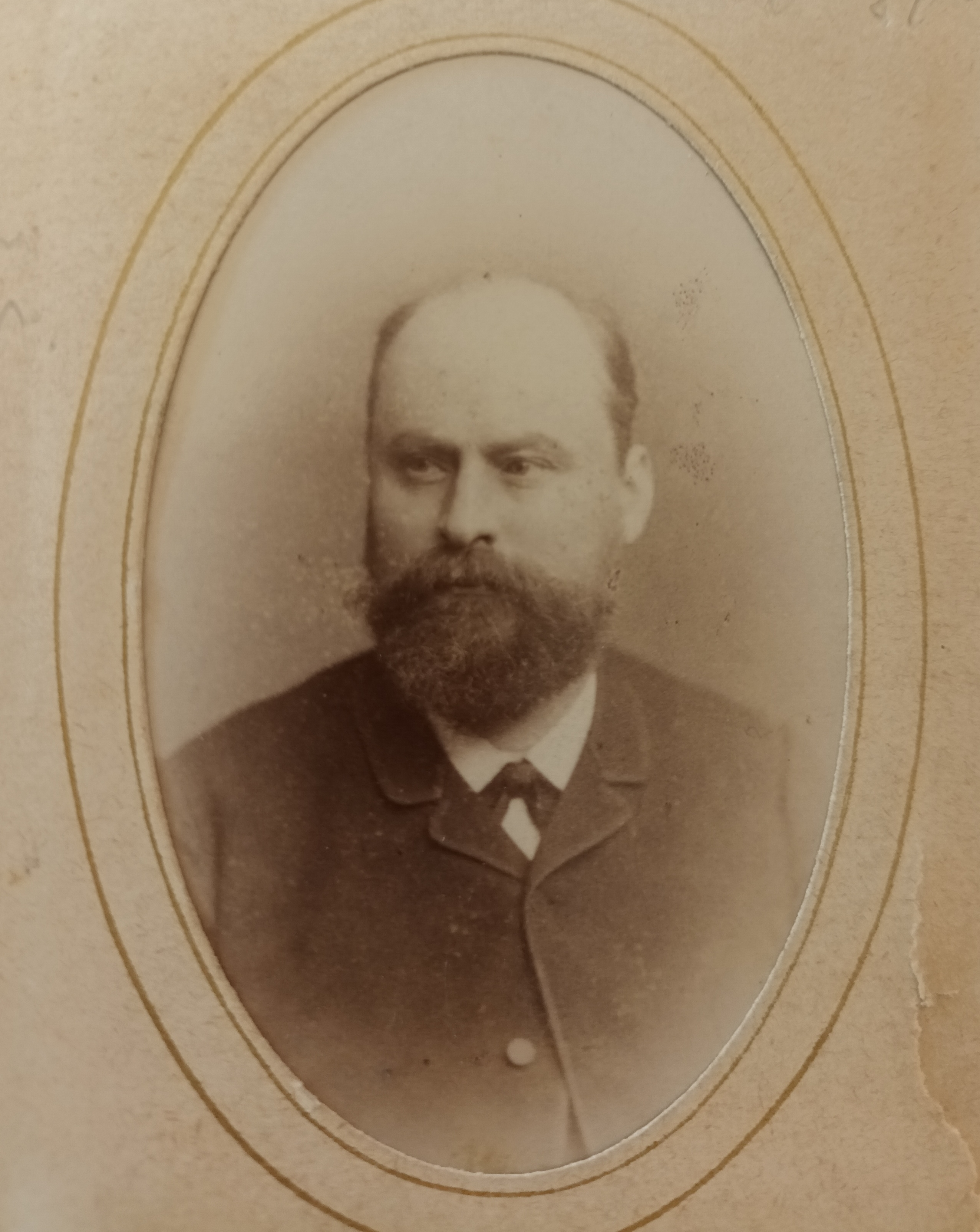
Der deutsche Ingenieur William Eppelsheimer (1842–1920), Konstrukteur der ersten Linie

1874 gründete Leland Stanford die California Street Cable Railroad. Die erste Linie dieses Unternehmens verlief auf der California Street und ging 1878 in Betrieb. Diese ist als älteste der aktiven Linien noch heute in Betrieb. 1880 nahm die Geary Street, Park & Ocean Railway den Betrieb auf, zwei Jahre später die Presidio & Ferries Railway. Erstmals wurden nun (Let-Go-)Kurven in die Strecken eingebaut.
1883 nahm die Market Street Cable Railway den Betrieb auf. Diese Firma wurde von der Southern Pacific Railroad kontrolliert und sollte die größte Kabelbahnbetreiberin San Franciscos werden. Am Höhepunkt der Entwicklung betrieb die Gesellschaft fünf Linien, die sich alle am Ferry Building trafen. Während der Hauptverkehrszeiten verließ alle 15 Sekunden ein Wagen diesen Knotenpunkt am Hafen.
1888 eröffnete die Ferries and Cliff House Railway ein System, das aus zwei Linien bestand. Dazu gehörte die Powell-Mason-Linie, die noch heute dort verläuft. Teile der ehemaligen Washington-Jackson-Linie sind heute Teil der Linie Powell-Hyde. Ferries and Cliff bauten auch das Fahrzeug-Depot und Powerhouse (Antriebshaus), an der Ecke Washington/Mason, das heute das Zentrum der Cable Cars ist. Die Unternehmung kaufte zudem die alte Clay Street Hill Railway auf und integrierte die Linie in die Strecke Sacramento-Clay.
Als letztes Cable-Car-Unternehmen nahm die Omnibus Railroad & Cable Company 1889 den Betrieb in San Francisco auf.
1890 baute schließlich die California Street Cable Railroad die letzten neuen Kabelstraßenbahnstrecken San Franciscos. Teile dieser Strecken sind heute Bestandteil der Powell-Hyde-Linie.
Aus Konkurrenzüberlegungen heraus waren die Spurweiten aller Betreibergesellschaften verschieden, so dass ein Betrieb der Fahrzeuge auf den Strecken der Konkurrenz nicht möglich war.

### Niedergang
Um die Jahrhundertwende wurden elektrische Straßenbahnen konkurrenzfähig. Mehrere Linien wurden auf das neue System umgestellt, da die neuen Straßenbahnen deutlich schneller waren als die Kabelwagen. Die Opposition gegen die Umrüstung basierte vor allem auf der empfundenen Verunstaltung der Stadt durch die Oberleitungen.
Das große Erdbeben von San Francisco zerstörte am 18. April 1906 praktisch alle Cable-Car-Linien. Beim Wiederaufbau wurden wo möglich, insbesondere unter der nun führenden United Railroads of San Francisco (die aus der Market Street Railway Company hervorgegangen war), elektrische Straßenbahnen gebaut. Die Cable Cars blieben nur auf den steilsten Strecken des Netzes bestehen.
Ab Mai 1912 waren nur noch acht Cable-Car-Linien in Betrieb, ihre Steigungen waren für elektrische Straßenbahnen zu stark. In den 1920er- und 1930er-Jahren kamen jedoch auch diese unter Druck, da nun leistungsfähigere Dieselbusse beziehungsweise Oberleitungsbusse verfügbar wurden, die auf den steilen Straßen eingesetzt werden konnten. 1944 waren nur noch zwei Linien der Powell Street Line in Betrieb, dazu die drei Linien der California Cable. Erstere gehörten der Stadt, die anderen waren noch unabhängig.

### Kampf um die Erhaltung

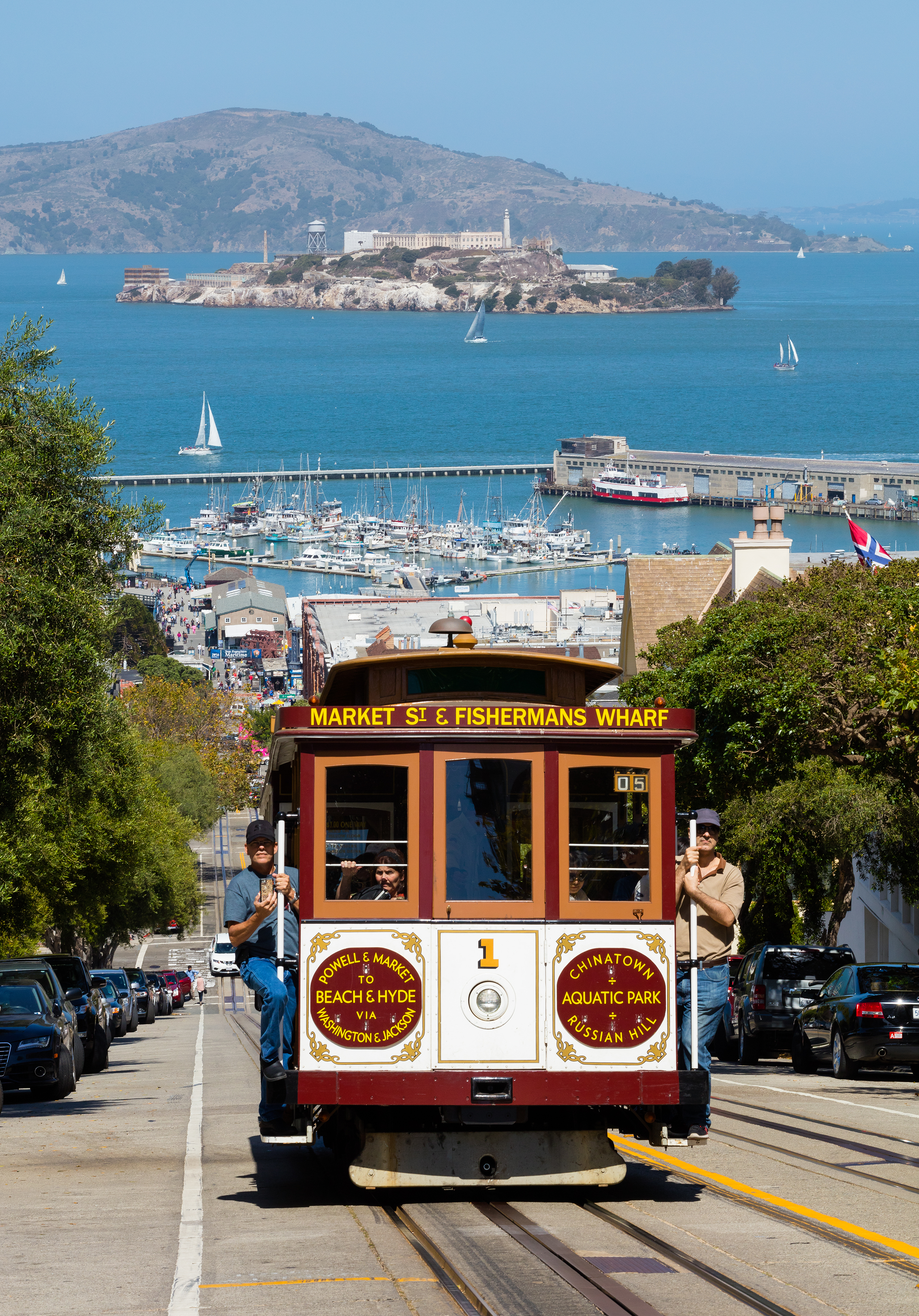
Cable Car auf der Hyde Street. Im Hintergrund die Insel Alcatraz.

1947 wollte San Franciscos Bürgermeister Roger Lapham die letzten Abschnitte der Linien der städtischen Powell-Linie durch Busse ersetzen lassen. Friedel Klussmann gründete hierauf das Citizens’ Committee to Save the Cable Cars und führte einen politischen Kampf für die Erhaltung dieses historischen Verkehrsmittels. Ihre Kommission erreichte gegen den Widerstand der Stadtregierung das Zustandekommen einer Volksabstimmung zur Zukunft der Cable Cars. Der Vorschlag, der die Stadt zur Weiterführung der Linie verpflichten sollte, wurde mit 166.989 zu 51.457 Stimmen überaus deutlich angenommen.
1951 musste die California Street Cable Railroad ihre Linien einstellen, weil sie nicht mehr in der Lage war, die Versicherungsprämien zu bezahlen. Die Stadt kaufte darauf das Netz auf und nahm den Betrieb 1952 wieder auf, da jedoch das Amendment von Klussmann die neuen Strecken nicht beinhaltete, waren sie nicht entsprechend vor der Schließung bewahrt. Erneut schlug die Stadtregierung deren Ersatz durch Busse vor, erneut intervenierte Klussmann, diesmal war jedoch nur ein Kompromiss herauszuholen. Die California-Street-Linie blieb erhalten, dazu der Abschnitt auf der Hyde Street, der heute zur Linie Powell-Hyde gehört. Dies erforderte einige Umbauten am Ende der Hyde Street, da jetzt hier eine Drehscheibe benötigt wurde (die California Street Cable verwendete auf allen Linien Zweirichtungsfahrzeuge). Wesentliche bauliche Maßnahmen an den inzwischen über 50-jährigen Anlagen wurden jedoch nicht durchgeführt.

### Umfangreiche Reparatur

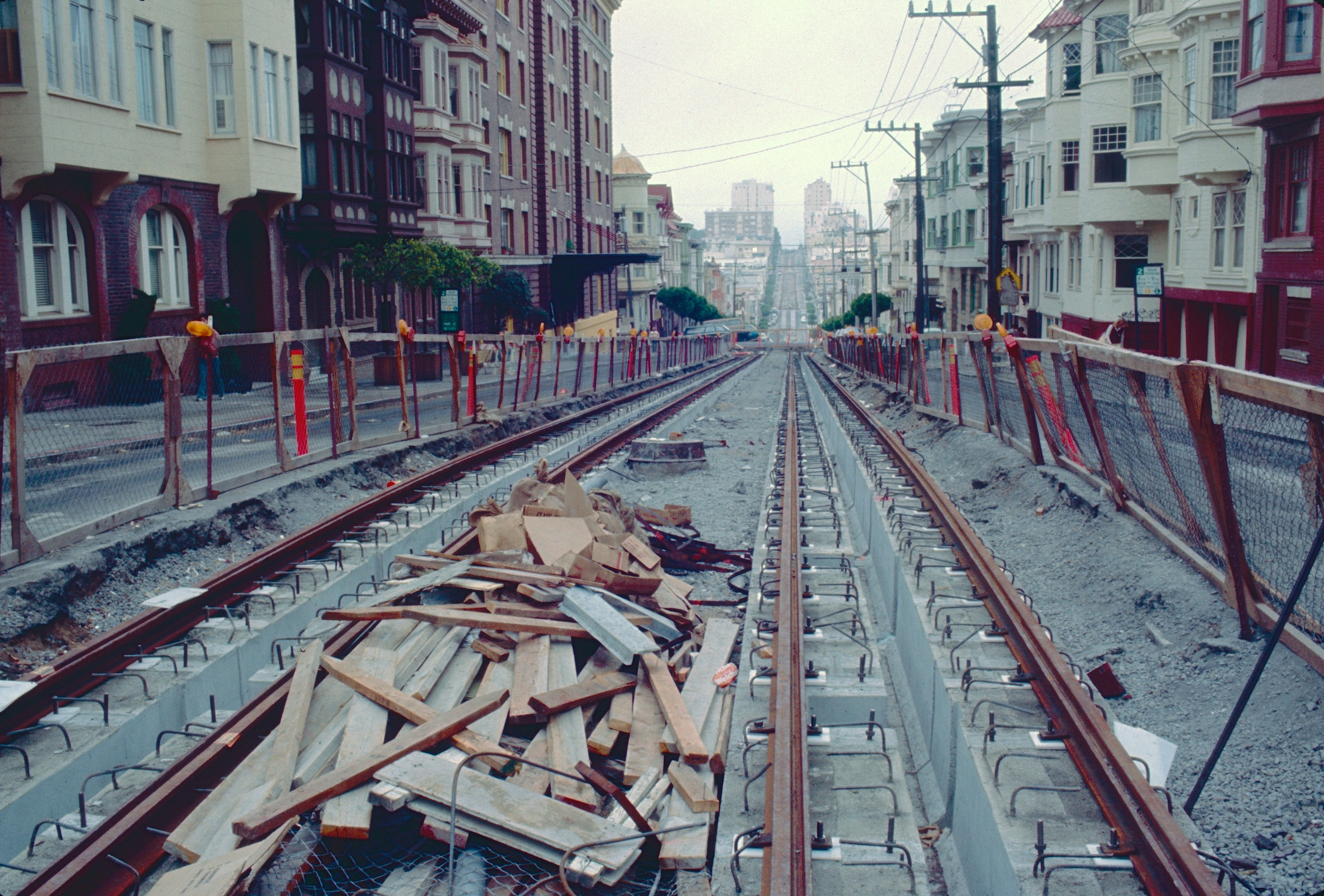
Wiederaufbauarbeiten in der Hyde Street, 1983

1978 wurde die Kabelstraßenbahn als so unsicher beurteilt, dass sie für sieben Monate eingestellt werden musste, um dringend notwendige Instandsetzungsarbeiten durchführen zu können. Bei der Bewertung des Zustandes wurde festgestellt, dass die Reparatur 60 Millionen US-Dollar kosten würde. Dianne Feinstein, ehemalige Bürgermeisterin von San Francisco, erreichte die Unterstützung des Bundes, der einen wesentlichen Teil des Betrages übernahm. 1982 wurde die Bahn erneut stillgelegt. Es wurden sämtliche Gleisanlagen inklusive der Kabelkanäle erneuert, das Maschinenhaus entkernt und mit neuen Maschinen ausgerüstet. Dazu wurden 37 Wagen restauriert oder neu gebaut.
Am 21. Juni 1984 fand die feierliche Wiedereröffnung statt, gleichzeitig mit der damals in San Francisco abgehaltenen Democratic National Convention.

### Heutiges Netz

Cable Car (Wagen Nummer 18) auf einer Weiche in der Hyde Street, 2001

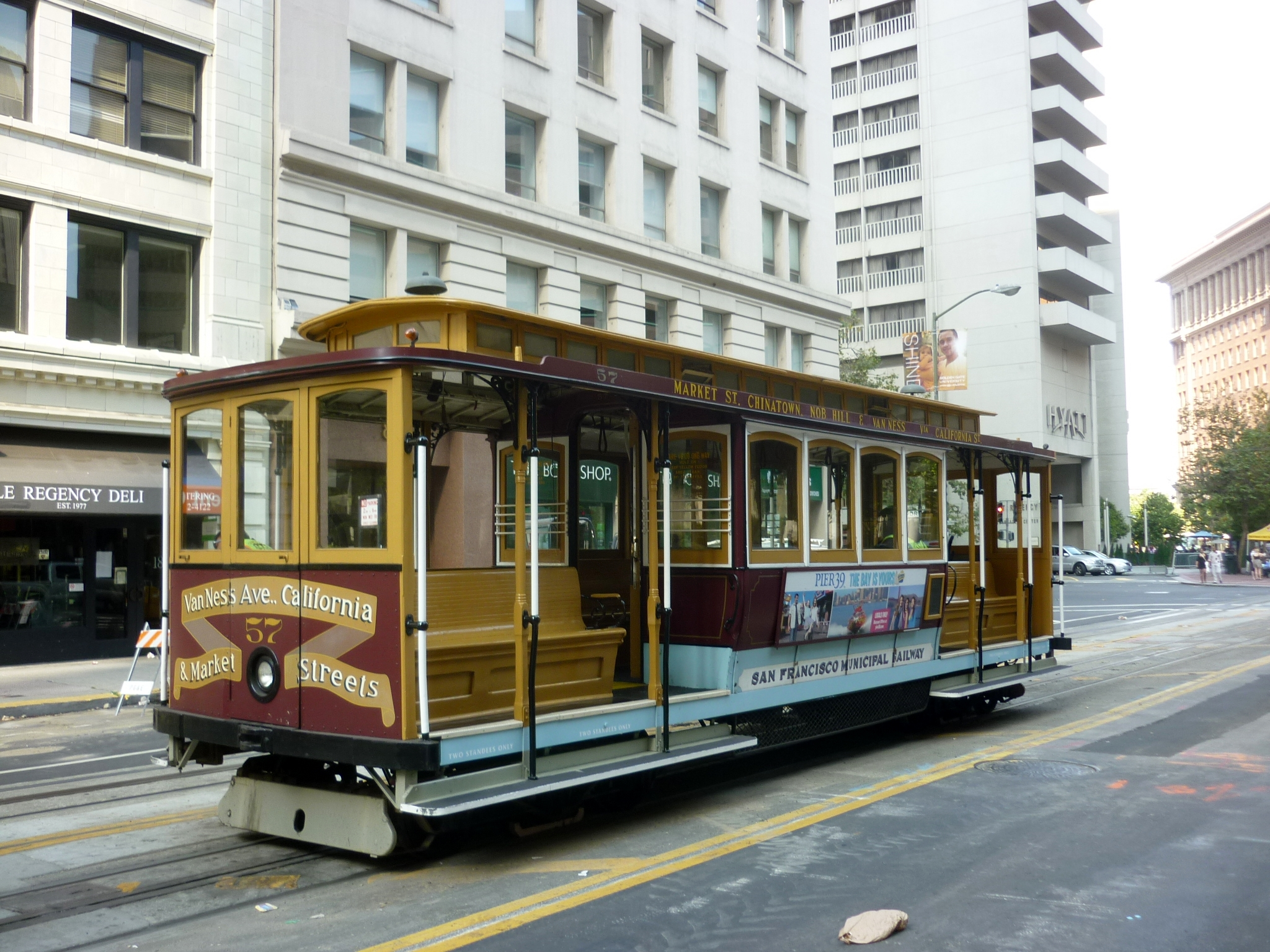
Wagen Nummer 57 auf einem Rangiergleis

Seit 1964 sind noch drei Linien in Betrieb: The Powell-Hyde (Linie 60), The Powell-Mason (Linie 59) und The California Street (Linie 61). In ihrer heutigen Form sind die Cable Cars seit dem 29. Januar 1964 ein Nationaldenkmal der Vereinigten Staaten. Außerdem gehören sie zum 49-Mile Scenic Drive.
Das für den Betrieb der Cable Cars zuständige Verkehrsunternehmen, die San Francisco Municipal Railway (Muni), verfolgt seit der letzten Totalsanierung verschiedene kleinere Projekte, um die Bahnen zu erhalten. So wurden veraltete Drehscheiben ausgetauscht und weitere Wagen saniert oder teilweise komplett neue bestellt.

## Streckennetz und Fahrzeuge

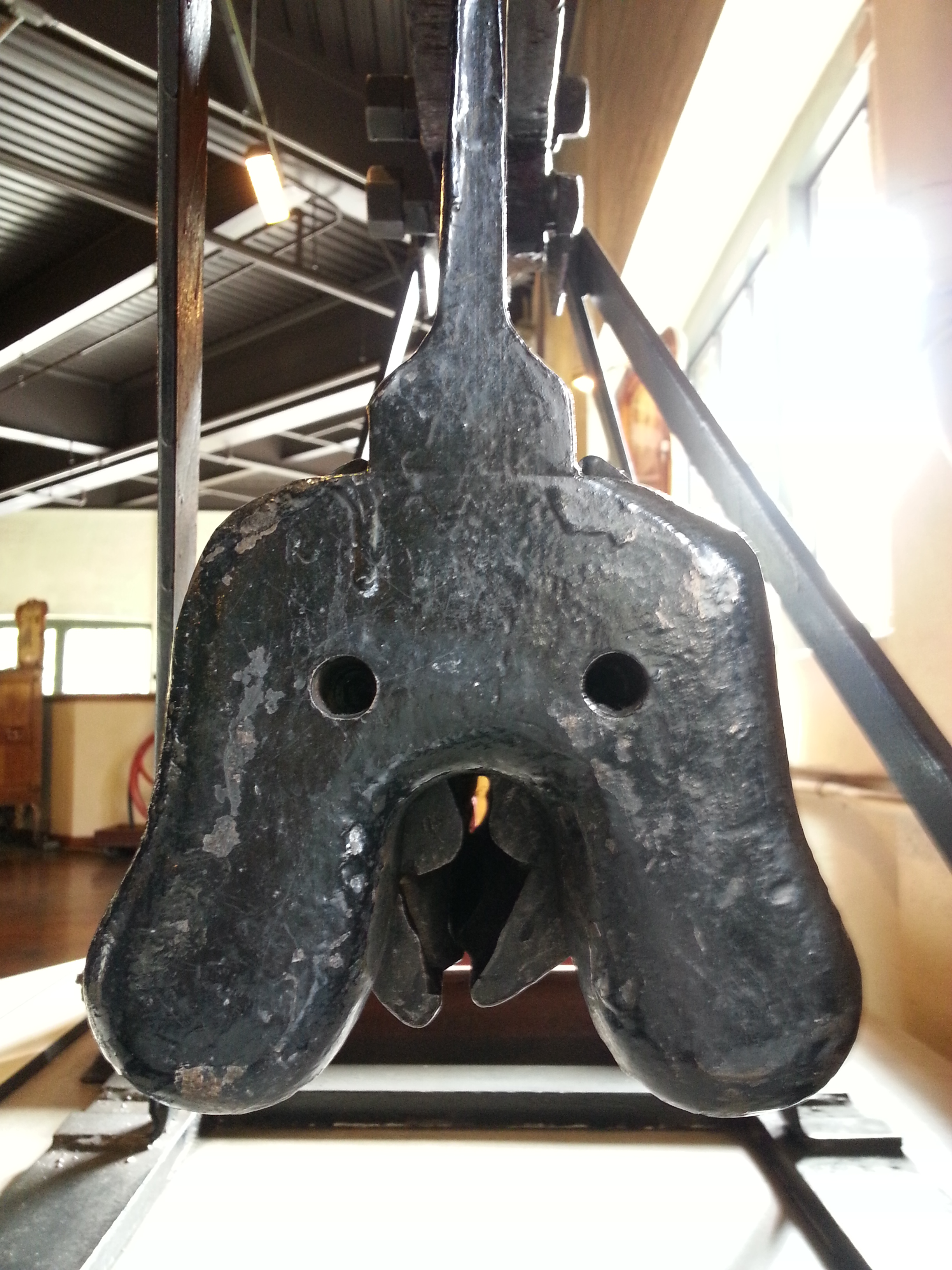
Spannklaue (grip) im geschlossenen Zustand ohne Seil

Bei den Kabelbahnen von San Francisco läuft das Seil in einem Graben unterhalb der Straße. Die Wagen greifen mit einer Spannklaue durch einen Schlitz in der Fahrbahn das Seil. Das Seil ist endlos umlaufend. Am Ende einer Linie wird der Wagen auf einer Drehscheibe gedreht und kann auf dem Gegengleis mit dem rücklaufenden Seil zurückfahren. Im Streckennetz von San Francisco gibt es vier Drehscheiben, je eine an den Endhaltestellen Powell/Market, Taylor/Bay und Hyde/Beach sowie eine im Depot an der Kreuzung Mason/Washington. Die Wagen dieser Strecken sind alle genau gleich aufgebaut: zwei Drehgestelle mit je zwei Achsen, Länge über alles 8,4 Meter (27 Fuß 6 Zoll) Breite über alles 2,4 Meter (8 Fuß) und 7030 Kilogramm (15.500 Pfund) schwer mit einer Kapazität von 60 Passagieren, davon 29 Sitzplätze. Die Farbgebung ist jedoch nicht einheitlich, sondern sie erinnert an verschiedene Epochen und verschiedene Betreibergesellschaften.
Um auf Drehscheiben verzichten zu können, kommen auf der California-Street-Line Zweirichtungswagen mit zwei Spannklauen zum Einsatz. Am Streckenende wechseln sie mittels einer einfachen Weiche auf das Gegengleis. Diese Wagen sind etwas länger als die Einrichtungsfahrzeuge: 9,2 Meter (30 Fuß 3 Zoll) lang, 2,4 Meter (8 Fuß) breit und 7620 Kilogramm (16.800 Pfund) schwer. Sie bieten 68 Personen Platz, davon 34 sitzend.
Das Streckennetz besteht aus den drei Linien Powell-Hyde, Powell-Mason und California Street. Die ersten zwei Linien teilen sich den Streckenabschnitt auf der Powell Street.
- Die Powell-Hyde-Linie (Offizielle Bezeichnung: Linie 60) führt von der Endhaltestelle an der Kreuzung Powell und Market nach Norden, am Union Square vorbei und dann steil aufwärts auf den Nob Hill. Hier kreuzt sie die California Street, um vier Blöcke weiter scharf nach links in die Jackson Street einzubiegen (diese ist Einbahn nach Westen, nach Osten fahren die Wagen auf der Washington Street). Hier geht es nochmals aufwärts bis zur Hyde Street, wo die Strecke wieder nach Norden dreht und über den Russian Hill steil nach unten an die Küste ans östliche Ende von Fisherman’s Wharf führt. Diese Linie wird stark von Touristen frequentiert, mehrere Stunden Wartezeit für die Fahrt von etwa einer halben Stunde sind keine Seltenheit.
- Die Powell-Mason-Linie (Linie 59) teilt den ersten Streckenteil von der Market Street auf den Nob Hill mit der Powell-Hyde-Linie. Auf dem Hügel zweigt sie allerdings schon auf der Mason Street nach Norden ab, führt dort steil nach unten bis zur Columbus Avenue, der sie einen Block weit folgt, um dann noch zwei weitere Blocks auf der Taylor Street nach Norden zu führen. Die Linie endet drei Blocks vor Pier 43, wo die historischen Kriegsschiffe Pampanito und Jeremiah O’Brien ausgestellt sind.
- Die California-Street-Linie (Linie 61) folgt auf ihrer ganzen Länge der California Street. Die Endpunkte befinden sich im Westen an der Van Ness Avenue, im Osten an der Kreuzung zur Drum Street beziehungsweise an der Market Street. Weil diese Station mitten im Financial District mit seinen die Skyline von San Francisco definierenden Hochhäusern liegt, wird sie vermehrt auch von Einheimischen benutzt.
- Eine Gleisverbindung von der California Street entlang Hyde bis zur Washington Street wird zur Fahrt ins Depot verwendet. Passagiere werden auf dieser Strecke nicht befördert. Vorschläge für den Ausbau des Netzes beinhalten jedoch eine direkte Verbindung vom Ostende der California Street über dieses Streckenstück entlang der Hyde Street zum Meer.[6]

Zwischen-Haltestellen befinden sich nach praktisch jedem Häuserblock, in den meisten Fällen in der Mitte der Kreuzung. Diese sind insbesondere auf den Powell-, Hyde- und Mason-Abschnitten, die sehr steile Steigungen aufweisen, oftmals die einzig ebenen Streckenabschnitte, womit nur dort ein Zu- oder Aussteigen möglich ist. Diese Halte mitten in den Kreuzungen sind für die Passagiere nicht ganz ungefährlich. Dazu führen die Halte hier zu einer Verkehrsbehinderung. Generell ist die Zahl der Unfälle mit Cable Cars relativ groß, viele verlaufen jedoch glimpflich, was vermutlich auf die geringe Geschwindigkeit zurückzuführen ist. Hinzu kommen Unfälle mit Kraftfahrzeugen aufgrund von Bremsversagen.

## Maschinenhaus

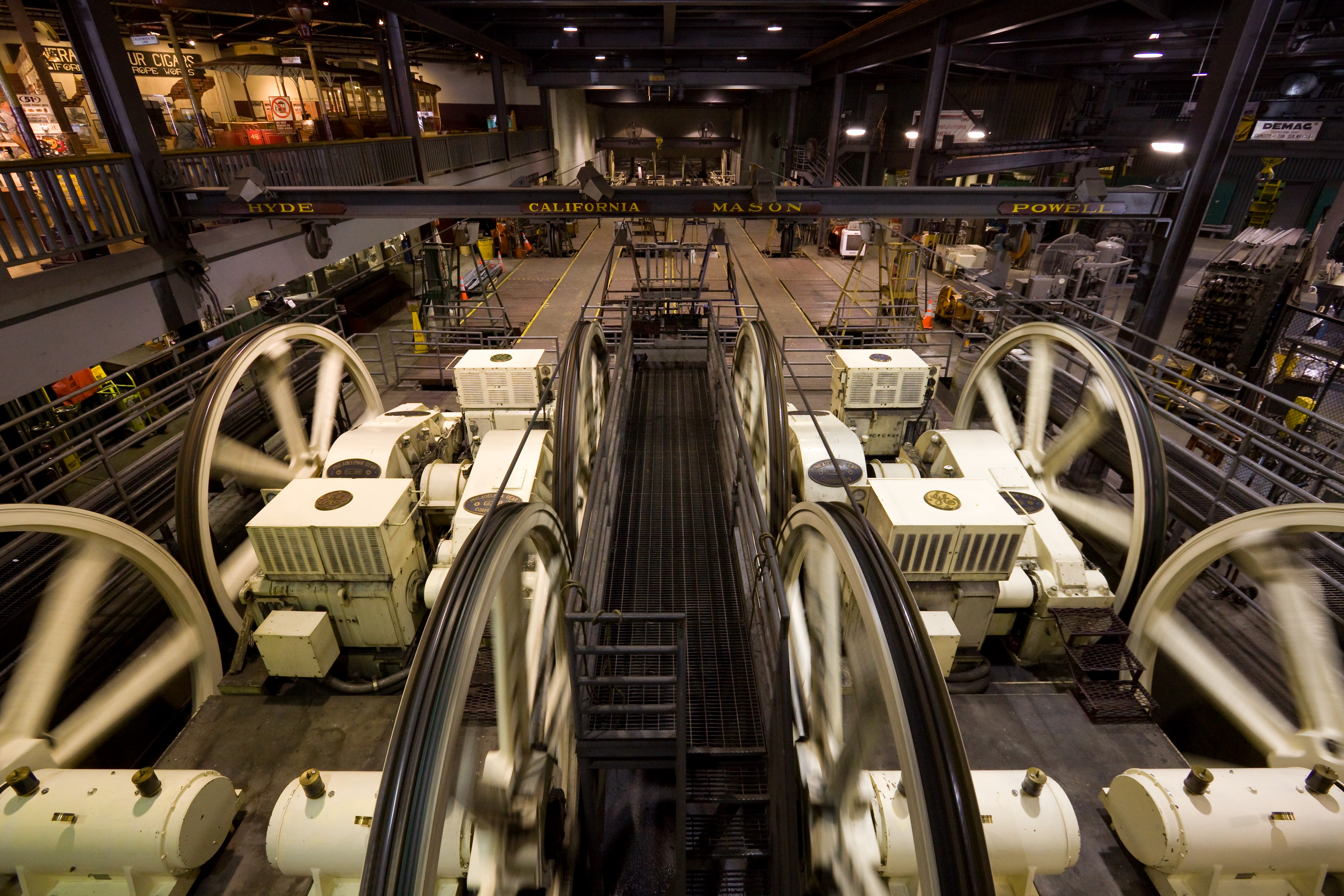
Zentrale Antriebsräder für die Cable Cars

Das Maschinenhaus der Cable Cars befindet sich an der Kreuzung der Mason Street mit der Washington Street. Im oberen Stock befindet sich das Depot mit der Reparaturwerkstätte. Im mittleren Stock befindet sich ein Museum mit Exponaten zur Geschichte der Cable Cars. Darunter einige Wagen aus dem 19. Jahrhundert sowie einige Ausstellungsstücke, welche die Technik genauer erklären, zum Beispiel einen Greifer im Aufriss oder verschiedene Werkzeuge zur Wartung und zum Betrieb der Kabelwagen. Von hier kann man die vier Motoren, die sich im Erdgeschoss befinden, beobachten, einen für jedes der vier umlaufenden Seile. Für jedes Seil findet man hier drei große Umlaufräder, sogenannte Sheaves. Das mittlere ist das Antriebsrad, davor ist das Umlaufrad, womit das Seil so um das erste herumgeschlauft wird, dass es auf dem gesamten Umfang des Antriebsrades anliegt, um die Reibung zu maximieren.
Jeder der vier Motoren leistet 380 Kilowatt (510 PS) und bewegt das Seil mit der konstanten Geschwindigkeit von 15,3 km/h (9,5 Meilen pro Stunde), was damit auch die Höchstgeschwindigkeit der Wagen ist. Das dritte Umlaufrad findet sich ganz hinten im Raum. Es wird mit schweren Gewichten nach hinten gezogen und sorgt so für die Aufrechterhaltung der benötigten Seilspannung.
Im Kellergeschoss, unter der Straßenkreuzung, kann der Besucher mehrere weitere Sheaves beobachten, mit deren Hilfe die Seile in die jeweiligen Richtungen der Strecken geleitet werden. Wegen der Motoren und Seile herrscht im ganzen Gebäude ein hoher Geräuschpegel.

## Fahrtechnik und Personal

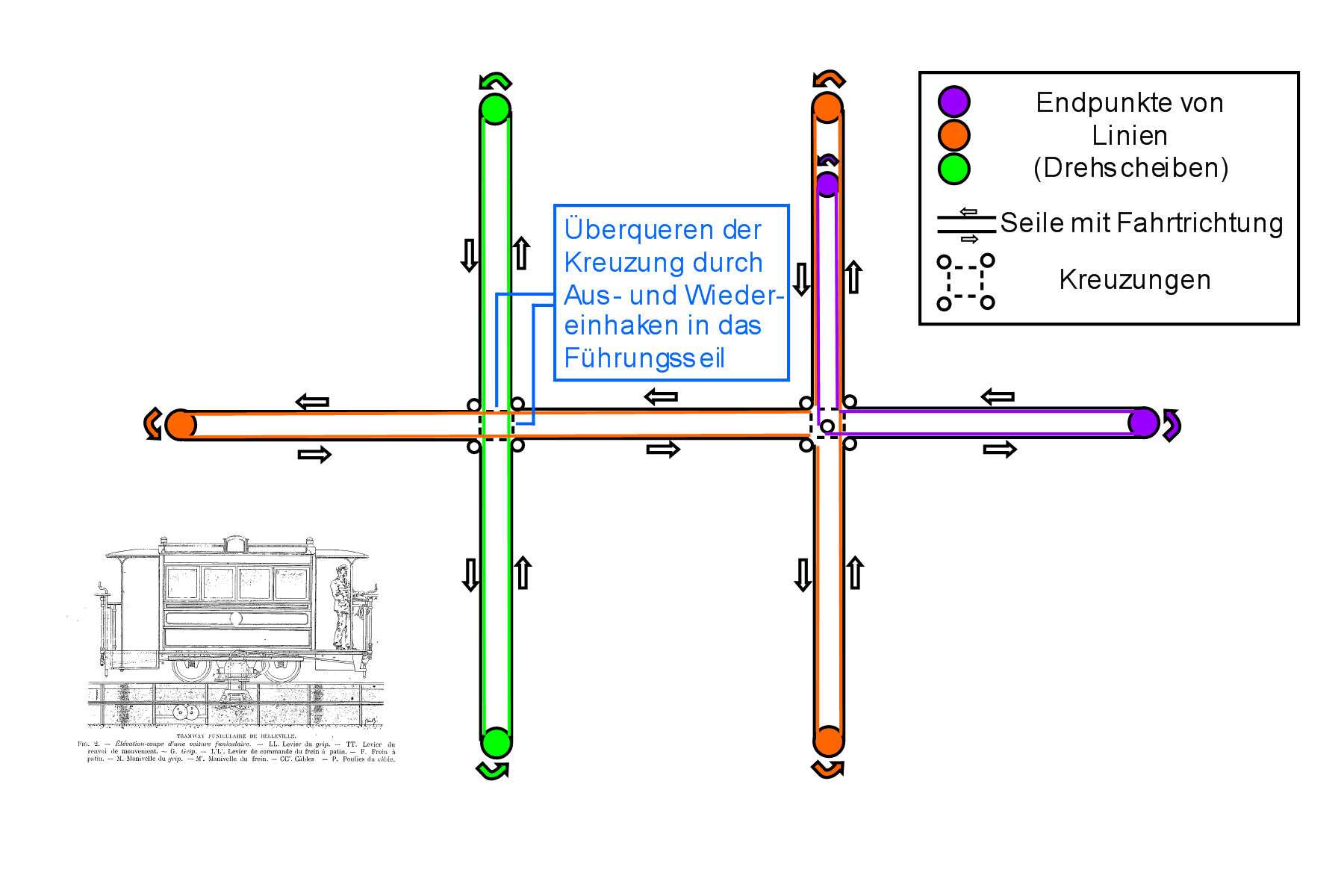
Seilführung bei Cable Cars (Schemabild, entspricht nicht dem tatsächlichen Kabelverlauf in San Francisco)

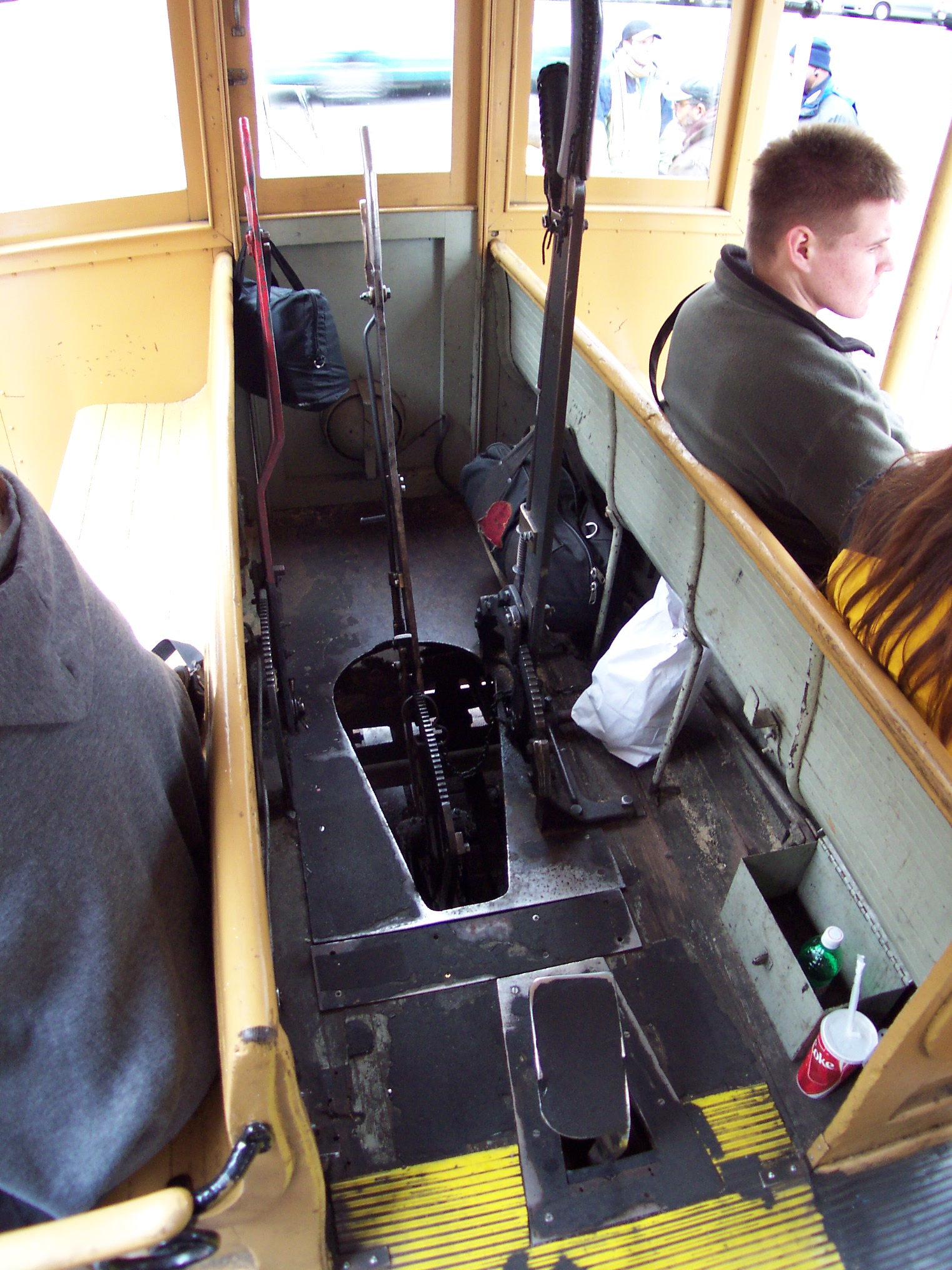
Bedienelemente eines Cable Cars: Links vorne der Rote Hebel bedient die Schlitzbremse, in der Mitte der Greifer, rechts die Schienenbremse. Das Pedal unten im Bild bedient die Klotzbremse des vordere Drehgestells, jene für das hintere Drehgestell befindet sich am Wagenende und wird durch den Conductor bedient. Der Gripman steht hinter den Hebeln

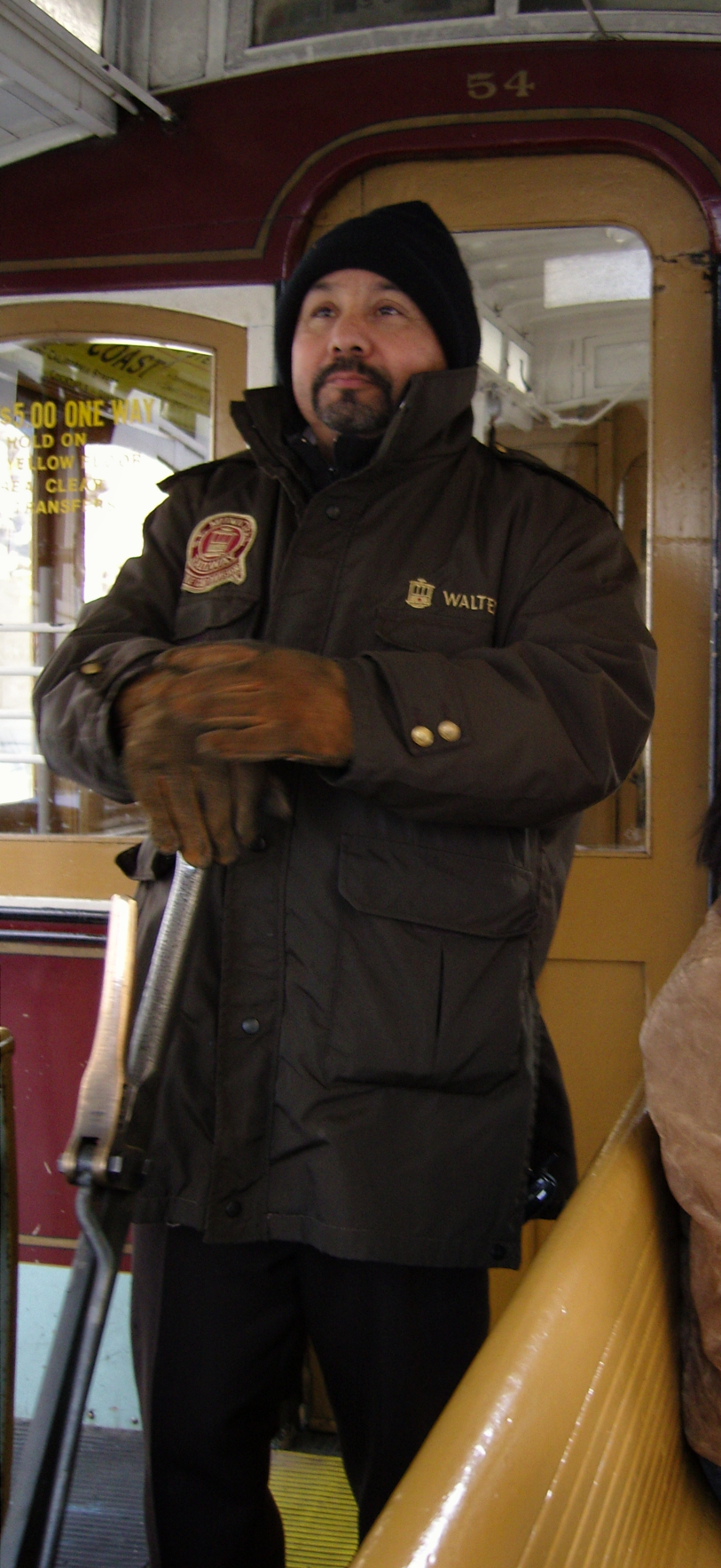
Gripman bei der Arbeit

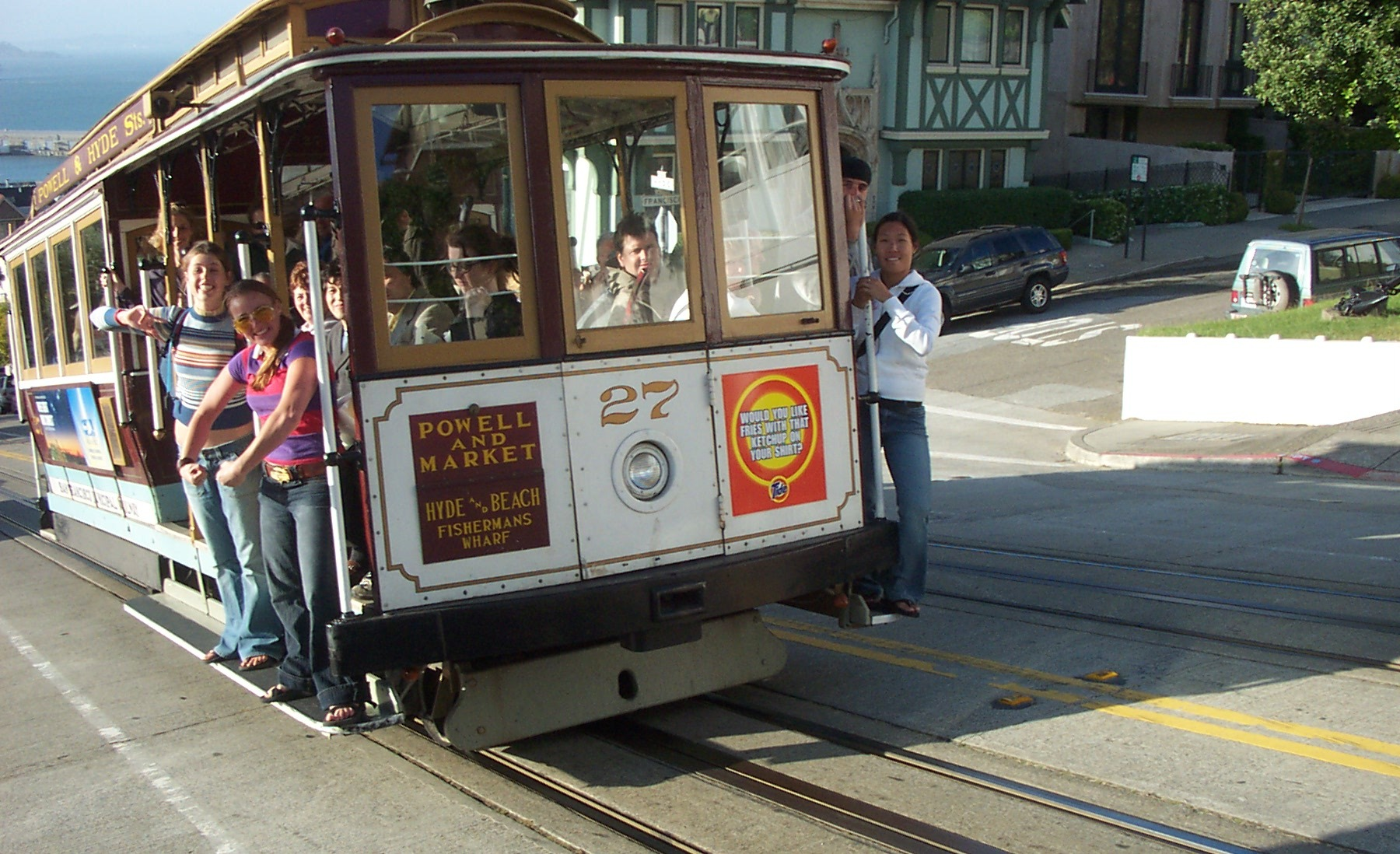
Mitfahren auf den Trittbrettern

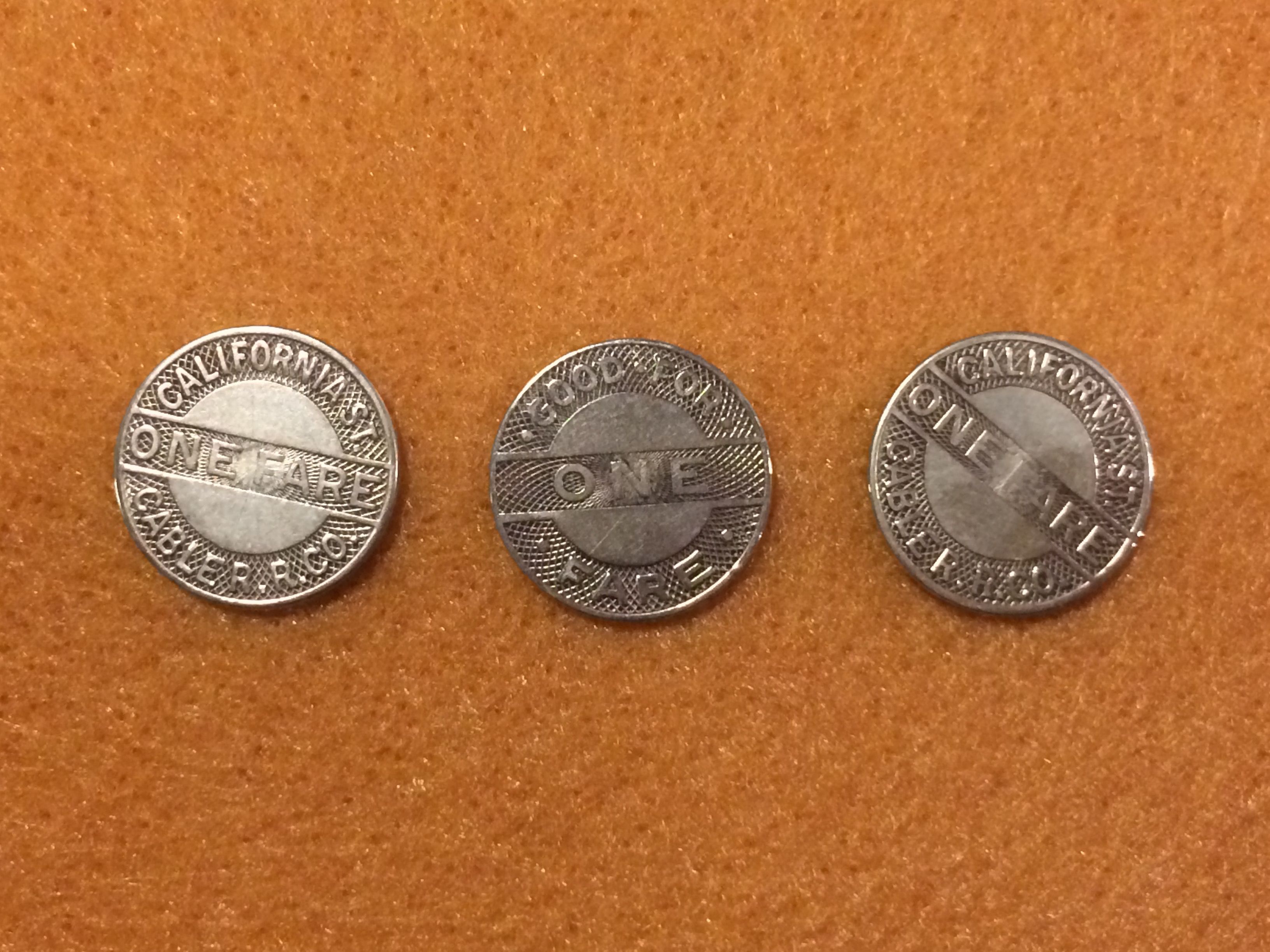
Historische Straßenbahnmünzen (Tokens) der Cable Cars

Im Ruhezustand läuft das Antriebsseil unterhalb der Spannklaue. Diese hat drei wesentliche Stellungen: Ganz offen (Hebel vorne), so dass das Seil hinausfällt, halb offen (Hebel in der Hälfte) und fest (ganz angezogen). Die genauen Hebelstellungen muss der Fahrzeugführer, der sogenannte „Gripman“, erfühlen. Der Hebel hat keine festen Einrastpositionen, sondern nur eine Sperrklinke. Diese verhindert, dass sich der Hebel selbstständig wieder in die Auf-Position bewegt.
Zum Anfahren muss der Fahrer das Seil anheben, so dass es zwischen der Klaue zu liegen kommt. Dazu gibt es drei Möglichkeiten. Am einfachsten geht es an den Stellen, wo die Straße so durch eine kurze Senke verläuft, dass das Zugseil nahe genug an die Oberfläche kommt. Solche Stellen finden sich häufig am Anfang eines Anstiegs. Ist das Gelände zu flach, um das Seil so an die Oberfläche zu bringen, kann ein neben der Strecke versenkter Hebel zu Hilfe genommen werden. Diese befinden sich bei Endhaltestellen in flachen Abschnitten. Muss das Seil an einer Stelle aufgenommen werden, wo keine der vorhergehenden Möglichkeiten vorgesehen ist, verwendet der Gripman einen langen Haken.
Sobald sich das Seil auf Höhe der Klaue befindet, wird diese halb geschlossen. Das Seil schleift nun in der Klaue. Wird diese ganz geschlossen, klemmt das Seil und der Wagen kommt in Bewegung. Zum Anhalten öffnet der Gripman die Klaue langsam und betätigt gleichzeitig die Bremse. Bei Zwischenstopps verbleibt das Seil in der Schleifstellung, damit sofort wieder weitergefahren werden kann.
Seilkreuzungen und Kurven sind nur möglich weil das Seil entkuppelt werden kann. Bei einer Kreuzung muss auf der Strecke, deren Seil unten liegt, vor der Kreuzung fallen gelassen und anschließend wieder aufgenommen werden. Bei sogenannten Let-go-Kurven funktioniert es ähnlich: Der Wagen lässt das Seil vor der Kurve fallen und fährt mit Schwung durch die Kurve, bevor er das Seil nach der Kurve wieder aufnimmt. In diesen Kurven wird das Seil durch eine einzige Umlenkscheibe außerhalb der Kurve in die neue Richtung gebracht. Solche Stellen befinden sich immer in der Ebene oder im Gefälle, damit der Wagen mit Schwung über die antriebslose Stelle rollen kann. Wenn eine Kurve an einer Stelle liegt, bei der die Strecke bergauf führt, kommt eine Pull-Kurve zum Einsatz. Hierbei wird das Seil mithilfe vieler kleinerer Rollen entlang in der Mitte des Gleises geführt, so dass die Klaue mit dem Seil gekuppelt bleiben kann.
Die Besatzung jedes Cable Cars besteht aus zwei Bediensteten. Der Gripman befindet sich im vorderen, offenen Teil des Wagens und fährt den Cable Car. Neben dem Hebel, der die Klaue öffnet und schließt, gibt es einen weiteren Hebel für die Schienenbremse. Wird dieser angezogen, senken sich Holzklötze auf die Schienen und bremsen den Wagen ab. Die Fußbremse bedient die Bremsklötze am vorderen Drehgestell verbunden.
Die zweite Person ist der Conductor ‚Schaffner‘, der die Klotzbremse am hinteren Drehgestell mittels einer Kurbel am Wagenende bedient und die Fahrkarten verkauft. Versagen alle normalen Fahrbremsen, steht dem Gripman noch eine Notbremse zur Verfügung. Wird diese betätigt, wird ein Stahlkeil in den Kabelschlitz der Straße gerammt, die Bremse heißt daher Slot brake, also Schlitzbremse, was den Wagen augenblicklich zum Stehen bringt. In vielen Fällen ist danach allerdings ein Schweißbrenner nötig, um den Keil aus dem Schlitz zu entfernen und das Fahrzeug wieder fahrbereit zu bekommen.
Aufgrund der hohen Kräfte, die zum Bedienen der Hebel erforderlich sind, müssen die Gripmen körperlich fit sein und feste Lederhandschuhe tragen. Frauen waren bis Ende der 1990er Jahre wegen der hohen physischen Anforderungen nicht vertreten. Erst seit dem 15. Januar 1998 gibt es auch weibliche Gripmen oder korrekter  Gripwomen. Fannie Mae Barnes war die erste Frau, die ein Cable Car bediente. Dennoch sind Frauen in dieser Funktion auch heute noch eine Seltenheit.
Neben ihrer Hauptaufgabe muss die Besatzung auch die Sicherheit der Fahrgäste beachten. Neben den Gefahren beim Ein- und Aussteigen mitten auf einer Kreuzung muss besonders im offenen Teil auch die Platzierung der Personen beachtet werden. Das Stehen auf den Trittbrettern ist, entgegen den sonst üblichen hohen Sicherheitsvorkehrungen in den Vereinigten Staaten, erlaubt und üblich. Allerdings gilt dies für höchstens zwei Personen je Haltestange und nicht im Einstiegsbereich. Mitgeführte Rucksäcke oder Taschen müssen sicher verstaut werden.
Gripman und Conductor verständigen sich während der Fahrt über Glockensignale. Der Gripman betätigt die größere über dem Führerstand mittels eines daran befestigten Seiles. Die Glocke des Conductors befindet sich vor dem Gripman und wird über einen Seilzug von hinten betätigt.
| Glockenzeichen vom Conductor zum Gripman | Glockenzeichen vom Conductor zum Gripman | Glockenzeichen vom Conductor zum Gripman |
| ---------------------------------------- | ---------------------------------------- | --- |
| Wagen fährt                              | Einmal läuten                            | An der nächsten Haltestelle anhalten, Passagiere möchten aussteigen |
| Wagen fährt an                           | Einmal läuten                            | Wieder anhalten |
| Wagen steht                              | Zweimal läuten                           | Fahrbereit, keine Fahrgastbewegungen mehr |
| Wagen fährt                              | Dreimal läuten                           | Sofort anhalten |
| Wagen fährt rückwärts                    | Viermal läuten                           | Langsam rückwärts fallen lassen, Straße ist frei. Das Signal wird solange wiederholt, wie die Straße frei ist oder der Gripman durch seine Glocke bekannt gibt, dass keine weitere Rückwärtsfahrt erforderlich ist. |
| Kommando vom Gripman an den Conductor    |                                          | |
|                                          | Einmal läuten                            | Hintere Bremse betätigen |
|                                          | Zweimal läuten                           | Bremse lösen |
|                                          | Dreimal läuten                           | Nothalt. Maximale Bremsleistung auf der hinteren Bremse, beim California-Street-Car: Einsetzen der hinteren Slot-Bremse.                                                                                            |
|                                          | Viermal läuten                           | Ich möchte rückwärts fahren (rückwärts hinunterrollen, etwa wenn mitten in der Steigung festgestellt wurde, dass das Seil nicht richtig festsitzt)                                                                  |

Mit den Glocken werden auch Wettkämpfe ausgetragen. Jedes Jahr findet der Cable Car Bell Ringing Contest statt, im Jahr 2012 zum 50. Mal.

## Touristenattraktion und Wahrzeichen
Bei großem Andrang nehmen die Touristen lange Wartezeiten in Kauf, um mit den berühmten Cable Cars fahren zu können. Daher lohnt es sich, einige Stationen nach der Endstation einzusteigen, um diese Wartezeit zu umgehen. Als Wahrzeichen findet sich die Bahn auch auf zahlreichen Souvenirs der Stadt. Neben den „echten“ Cable Cars verkehren auch Stadtrundfahrtsbusse, deren Aufbauten an die Cable Cars angelehnt sind.